# Етельфріт (король Нортумбрії)
Етельфріт (давн-англ. Æthelfrith; ? — 616) — 8-й король Берніції у 593—604 роках, 1-й король Нортумбрії у 604—616 роках.

## Життєпис
Походив з англського роду Еоппінгів. Син Етельріка, короля Берніції. Про дату народження й молоді роки нічого невідомо. Ймовірно зростав та навчався під опікою своїх стрийків-королів Теодріка, Фрітувальда й Гусси.

### Король Берніції
У 593 році після смерті стрийка Гусси успадкував трон Берніції. Для зміцнення свого становища у протистоянні бриттам Етельфріт одружився з Беббою, яка, напевне, була сестрою короля піктів Нехтона, на честь якої перейменував свою столицю Дін Гуарі на Беббанбург (сучасний Бамборо).
Етельфріт успішно воював з бриттами й добував для англів нові землі. У 600 році у битві при Катреті завдав поразки війську королівства Гододдін, розширивши володіння на північ до королівства піктів.
Стурбований успіхами Етельфріта, Айдан макГабран, король Дав Ріад у 603 році рушив на нього з величезною і могутньою армією. На підтримку останнього виступив двоюрідний брат короля англів — Герін, син Гусси. Етельфріт, хоч і мав у своєму розпорядженні менше військо, розбив скоттів у битві при Дегсастані. Більшість скоттів загинуло, а сам Айдан втік. У цій битві загинув брат Етельфріта — Теобальд. За свідченням хроністів, після того як звістка про цю перемогу поширилася Британією, жоден король більш не ризикував воювати з Етельфрітом.

### Король Нортумбрії
У 604 році Етельфріт захопив королівство Дейра, вигнавши законного спадкоємця Едвіна. Щоб узаконити захоплення влади, Етельфріт одружився з Ахою, сестрою Едвіна. Сам Едвін втік до бриттського королівства Гвінед (Північний Уельс). Того ж року Етельфріт (за іншими джерелами — в 613 році) рушив проти Гвінеду. Спочатку він розбив у битві при Кайр-Легіон союзне військо валлійських володарів. 613 року переміг Лліварха Старого, короля Південного Регеду, приєднавши це володіння до своїх земель.
Між 613 та 616 роками в союзі з Кіорлом, королем Мерсії, рушив проти королівства Повіс. 616 року відбулася вирішальна битва під Честером, результати якої неоднозначні. Повідомляється про успіх війська Етельфріта (при наявності значних втрат) та невдачу Кіорла. Напевне битва відбувалася у декілька днів або союзники билися окремо. Втім вирішальним стала загибель повіського володаря Селіва Сарффгадау (Бойового Змія). Потім король Етельфріт пограбував монастир у Бангорі-на-Ді, убивши 1150 ченців з 1200. Залишки армії бриттів поспішили їм на допомогу, але були вдруге переможені.
Незабаром Едвін залишив Гвінед і перебрався до Мерсії, а потім — Східної Англії. Етельфріт спрямував послів до східноанглійського короля Редвальду з вимогою видати втікача або вбити його, пообіцявши багато заплатити за це. Спочатку Редвальд погодився, але королева переконала його, що не слід віддавати за гроші того, хто йому довірився. Редвальд відмовив послам Етельфріта у видачі Едвіна і став готуватися до війни.
У 616 році, зібравши наявні сили, Редвальд рушив на північ, не давши Етельфріту часу на підготовку до оборони. Армія східних англів була розділена на три частини. Однією командував сам Редвальд, другою — його син Рейнер, а третьою — Едвін. Рейнеру було доручено захопити якийсь важливий прохід, але він, не бажаючи ні з ким ділитися славою, самостійно напав на Нортумбрію, і Етельфріт розбив його. Втім Редвальд і Едвін напали на Етельфріта. Битва сталася на східному березі річки Айдл, між Гейнсборо і Ботру, в якій нортумбрійське військо зазнало поразки, а Етельфріт загинув. Його сини Інфріт, Освальд і Освіу втекли до піктів і скоттів, а трони Дейри і Берніції посів Едвін.

## Родина
1. Дружина — Бебба, сестра Нехтона II, короля Піктії
Діти:
- Інфріт (590—634), король Берніції у 633—634 роках

2. Аха, донька Елли, короля Дейри
Діти:
- Освальд (604—642), король Нортумбрії у 634—642 роках
- Освіу (612—670), король Нортумбрії у 654—670 роках
- Ослак
- Освіду
- Ослаф
- Освуду
- Оффа
- Ебба (615—683), абатиса монастиря в Абчестері